# ルーク・マクレーン
ルーク・マクレーン（Luke McLean、1987年6月27日 - ）は、イタリアのラグビーユニオン指導者。

## プロフィール
- オーストラリア・タウンズビル出身[1]。
- 現役時代のポジションはスタンドオフ(SO)、ウィング(WTB)、センター(CTB)、フルバック(FB)。
- 身長 190cm、体重 105kg
- イタリア代表通算キャップ数は89（2025年5月現在）でワールドカップ2011・2015のイタリア代表に選ばれた[2]。

## 略歴
カルヴィザーノ、ベネットン・トレヴィーゾ、セール・シャークスを経て、2017年、ロンドン・アイリッシュに加入。
2019年、現役を引退した。